# Allantinae
Allantinae — підродина перетинчастокрилих комах родини Пильщики (Tenthredinidae).

## Поширення
Група поширена у всіх частинах світу, але більшість видів зустрічається в помірних районах Північної півкулі.

## Спосіб життя
Дитинки живуть у стендах та площах рослин. Серед харчових рослин - полуниця, малина, троянда, фіалка, кизил  і дербенник.

## Класифікація
Підродина містить 110 родів, що згруповані у 6 триб (дужках вказані типові роди) :
- Adamasini (Adamas Malaise, 1945)
- Allantini Rohwer, 1911 (Allantus Panzer 1801) Emphytopsis Wie & Nie, 1998
- Athaliini
- Caliroini Benson, 1938 (Caliroa Costa, 1859)
- Empriini Rohwer, 1911 (Empria  Lepeletier & Serville 1828) Monostegia Costa, 1859
- Eriocampini Rohwer, 1911 (Eriocampa Hartig 1837)